# Klášter Jędrzejów
Klášter Jędrzejów, původně latinsky Morimondus minor, později Andreovia (polsky Arcyopactwo cystersów w Jędrzejowie, česky Ondřejov), je významný cisterciácký klášter v polském městě Jędrzejówě, ve Svatokřížském vojvodství, pocházející z morimondské filiační řady.

## Historie

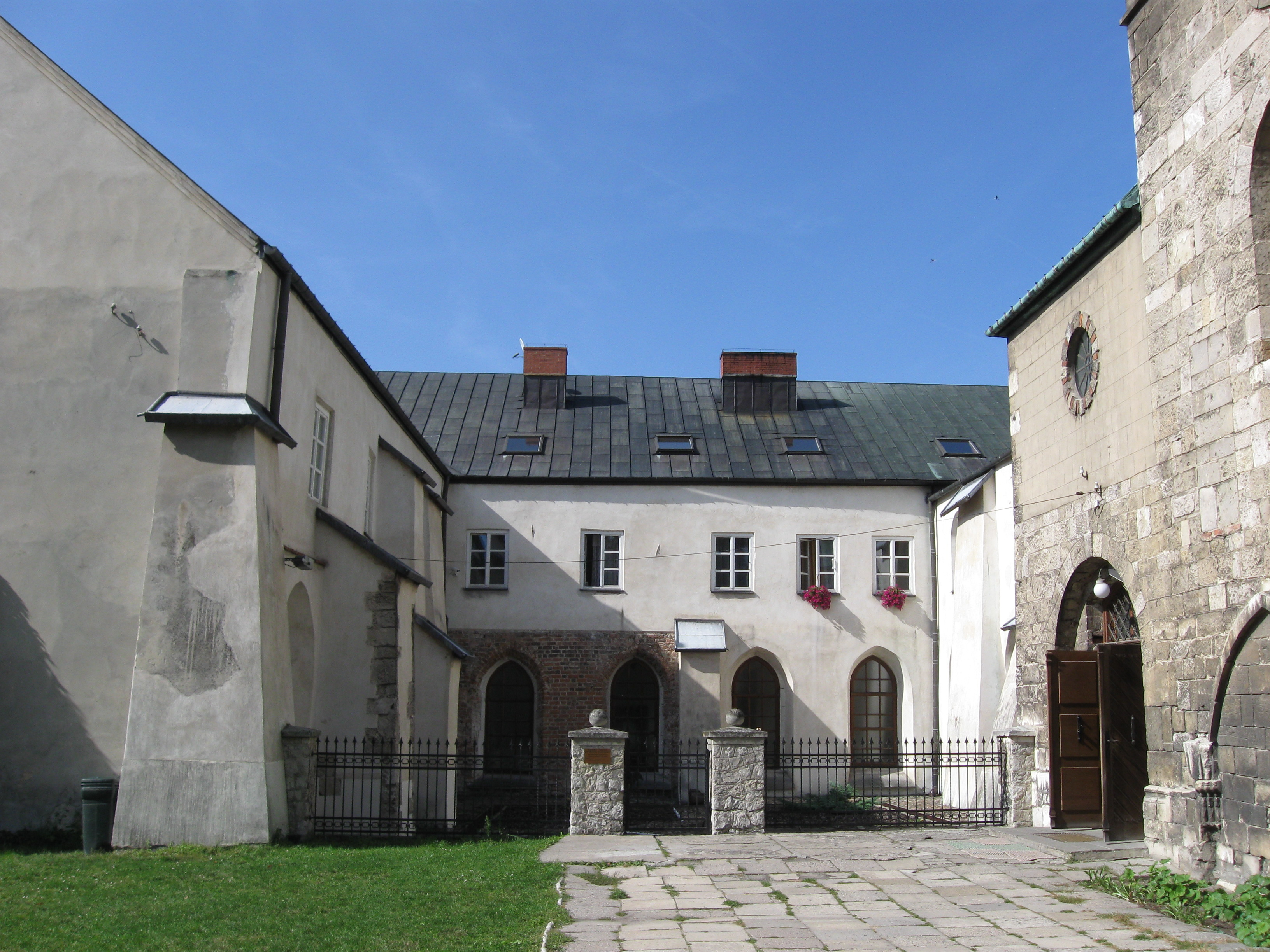
Románsko-gotická část kláštera

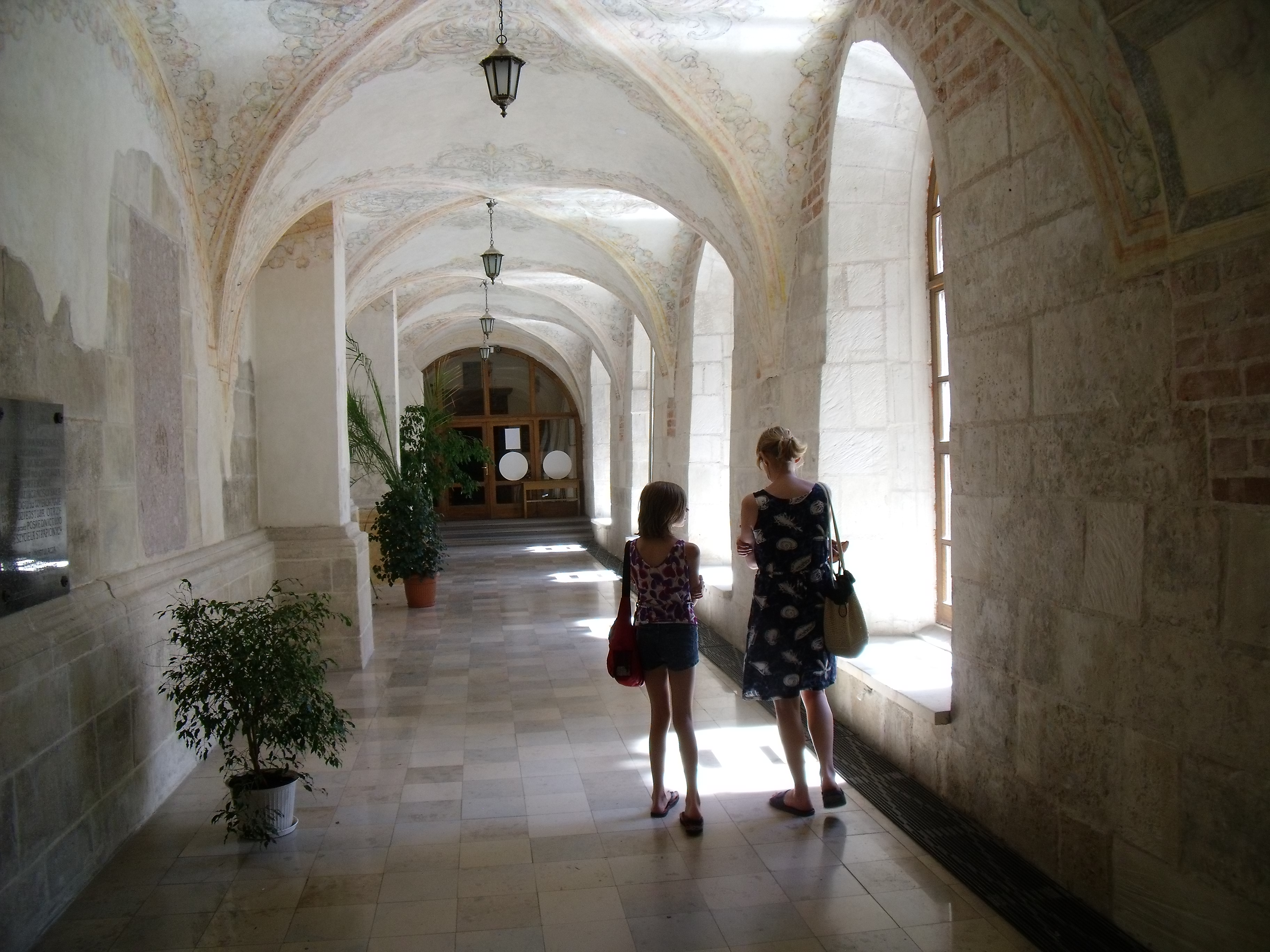
Křížová chodba

Klášter jako svou fundaci založil leník zdejšího panství Jaksa Gryfita roku 1140 při svém sídle (tvrzi) a při starším kostele sv. Vojtěcha, který počátkem 12. století konsekroval krakovský biskup Maurus. První mniši přišli na místo roku 1144 z kláštera v Morimondu v čele s opatem Nicolasem a s pozdějším hnězdenským arcibiskupem Janíkem. Byli v pořadí 21. morimondskou filiací. Usadili se při prameni říčky Bílé Nidy (Biala Nida) v údolí zvaném Brźeznica, které bylo později zčásti zastavěno městem Jędrzejów. Nový klášterní kostel Nanebevzetí Nejsvětější Panny Marie vysvětil cisterciácký mnich a biskup Wincenty Kadłubek roku 1210. Tento biskup zde byl pohřben v chóru kostela, jeho náhrobní deska se nedochovala. Od počátku 17. století byl v klášteře uctíván jako ctihodný muž, roku 1764 byl prohlášen za blahoslaveného a roku 1934 kostel přesvěcen jeho jménem.
Při kolonizaci ve 13. století začali mniši klášter nazývat Jędrzejów (Ondřejov) podle apoštola Východu svatého Ondřeje, aby jej přiblížili zdejším osadníkům.
Klášter byl v roce 1800 zrušen, poté co byl zasažen požárem a shořela klášterní knihovna. V roce 1831 byly klášterní budovy adaptovány na vojenskou nemocnici a v roce 1855 zde dožil poslední mnich Wilhelm Olawsky. V roce 1945 se cisterciáčtí mniši vrátili a roku 1953 byla jejich komunita povýšena na priorát (převorství). V roce 1989 mu byl vrácen statut opatství. Od roku 2013 se klášterní kostel opravuje.

## Architektura
Románské a gotické základy konventu s ambitem jsou cenným příkladem importu burgundského vzoru cisterciácké klášterní architektury, zejména půdorys kostela založený na principu skladby modulů jednotného měřítka. Dochovaly se detaily konstrukce kostela (sloupy), kapitulní síně, jeden románský portál a románský svorník. Byly doplněny přístavbami z období baroka, od 17. do 1. poloviny 18. století, kdy byla dovršena přestavba dvouvěžového průčelí baziliky se sochami cisterciáckých patronů v nikách, kruchta s varhanami, boční portál a zvonice. Věže kostela, pobořené již roku 1914, byly dostavěny po 2. světové válce.